# Lopašov
Lopašov (ungarisch Felsőlopassó – bis 1907 Lopassó) ist eine Gemeinde im Westen der Slowakei mit 339 Einwohnern (Stand 31. Dezember 2024), die zum Okres Skalica, einem Kreis des Trnavský kraj, gehört und in der traditionellen Landschaft Záhorie liegt.

## Geographie
Die Gemeinde befindet sich im Nordteil des Hügellands Chvojnická pahorkatina im Tal der Chvojnica. Das Ortszentrum liegt auf einer Höhe von 265 m n.m. und ist 10 Kilometer von Senica sowie jeweils 14 Kilometer von Holíč und Skalica entfernt.
Nachbargemeinden sind Chropov im Norden, Častkov im Osten und Südosten, Oreské im Südwesten und Radošovce im Westen.

## Geschichte

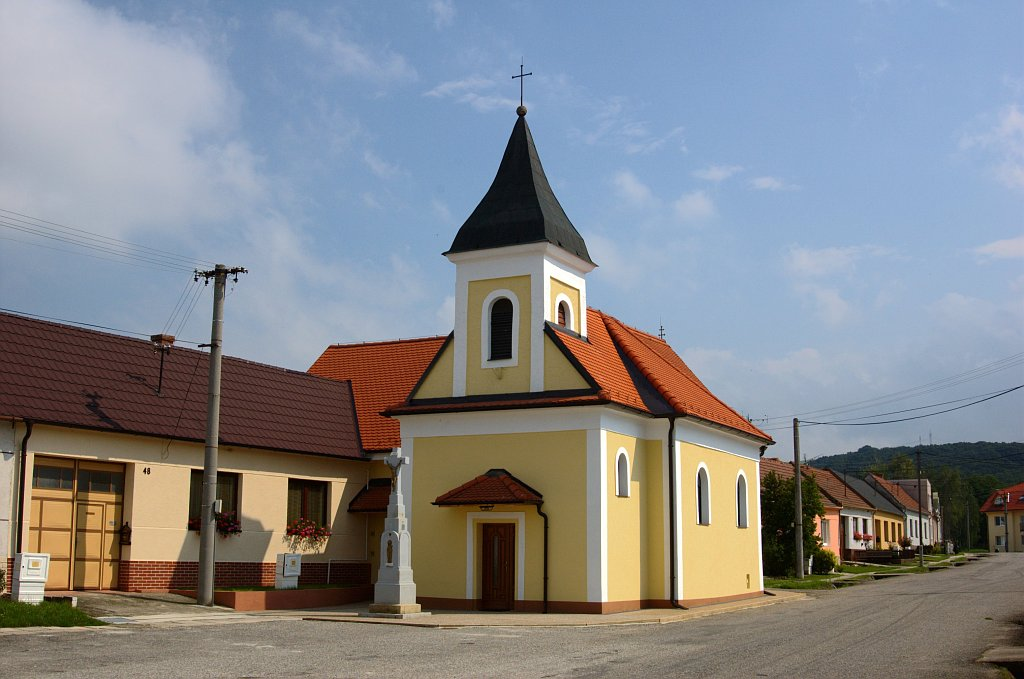
Wendelinuskirche im Ort

Lopašov wurde zum ersten Mal 1392 als Lapassow schriftlich erwähnt, damals als Teil des Herrschaftsguts von Holitsch, 1552 kam das Dorf zum Herrschaftsgut der Burg Branč. Das erste bekannte Siegel stammt aus dem Jahr 1769. 1828 zählte man 31 Häuser und 227 Einwohner, die in Landwirtschaft und Weinbau beschäftigt waren.
Bis 1918 gehörte der im Komitat Neutra liegende Ort zum Königreich Ungarn und kam danach zur Tschechoslowakei beziehungsweise heute Slowakei.

## Bevölkerung
| Jahr                | 1994 | 2004    | 2014     | 2024    |
| ------------------- | ---- | ------- | -------- | ------- |
| Anzahl der Personen | 275  | 287     | 334      | 339     |
| Unterschied         |      | +4,36 % | +16,37 % | +1,49 % |

| Jahr                | 2023 | 2024    |
| ------------------- | ---- | ------- |
| Anzahl der Personen | 338  | 339     |
| Unterschied         |      | +0,29 % |

Nach der Volkszählung 2011 wohnten in Lopašov 319 Einwohner, davon 313 Slowaken und 1 Tscheche. 5 Einwohner machten keine Angabe zur Ethnie. 304 Einwohner bekannten sich zur römisch-katholischen Kirche, 3 Einwohner zur evangelisch-methodistischen Kirche und 1 Einwohner zur altkatholischen Kirche. 5 Einwohner waren konfessionslos und bei 6 Einwohnern wurde die Konfession nicht ermittelt.

## Bauwerke
- römisch-katholische Wendelinuskirche aus dem Jahr 1842

## Verkehr
Lopašov liegt abseits der Straße 1. Ordnung 51, die die Gemeinde mit Holíč und Senica verbindet. Eine Straße 3. Ordnung führt nach Oreské.